# Веллонен, Вильо
Вильо Веллонен (фин. Viljo Vellonen; 24 марта 1920 года, Савонлинна - 5 февраля 1995 года) — финский лыжник, призёр чемпионата мира.

## Карьера
На чемпионате мира 1950 года в Лейк-Плэсиде в команде вместе с Хейкки Хасу, Пааво Лонкилой и Аугустом Киуру завоевал серебро в эстафете. Кроме того на том чемпионате он был 6-м в гонке на 18 км.
На чемпионате мира 1954 года в Фалуне занял 13-е место в гонке на 50 км.
В Олимпийских играх Веллонен никогда не участвовал. На чемпионатах Финляндии побеждал трижды, в гонке на 18 км в 1949 году и в гонках на 50 км в 1952 и 1953 годах.
Кроме лыжных гонок, долгое время выступал в соревнованиях по спортивному ориентированию. После завершения спортивной карьеры работал плотником, а затем полицейским.